# شاليمار المهرج
شاليمار المهرج (بالإنجليزية: Shalimar the Clown)‏ هي رواية للكاتب البريطاني سلمان رشدي، نشرت عام 2005، عن دار نشر جوناثان كيب.

## القصة
استغرقت الرواية من الكاتب أربعة سنوات، ونشرت في السادس من سبتمبر 2005 عن دار نشر جوناثان كيب. واشتقت الرواية اسمها من حدائق شاليمار الواقعة في جوار مدينة سريناغار. وسريناغار هي أحد حدائق المغول المتعددة التي أقيمت في أجزاء عديدة من جنوب آسيا أثناء حكم المغول. وشاليمار هو اسم أحد الشخصيات في الرواية.
فازت الرواية بجائزة فودافون كروسوورد للكتاب عام 2005، وكانت أحد الكتب المرشحة لنيل جائزة ويتبريد عام 2005.
تدور أحداث الرواية في مدينة صغيرة في إقليم كشمير. والمدينة نفسها خيالية لكن تقغ في موقع دقيق جغرافياً وليست بعيدة عن مدينة سريناغار. ويشير العنوان إلى شخصية في القصة، وهو قروي اسمه شاليمار، يسير على الحبل من أجل تسلية أهالي القرية.
الشخصية الرئيسية إنديا هي الابنة الغير شرعية للسفير الأمريكي السابق في الهند، ماكسيميليان أوفولس. ورغم العدد الكبير من القصص والأحداث في الرواية التي تدور في كشمير، فإن الرواية تبدأ في لوس أنجلس. وماكس أوفولس هي دبلوماسي عمل في وادي كشمير ويقتل على يد شاليمار سائقه السابق.
العديد من لحظات التذكر يعيد القارئ إلى الماضي، ويعلم أن شاليمار كان مليئاً بالعاطفة والحب والضحك. وعاش في قرية خيالية اسمها باتشيغام. وتكسبه مهارته في السير على الحبل شهره في قريتها ويسمونه شاليمار المهرج. وفي سن صغيرة يقع في حب فتاة كشميرية اسمها بونيي. ويوافق كبار القرية على الزواج والجميع يبدون راضين، باستثناء بونيي الذي لا تريد أن تبقى عالقة في هذه القرية الصغيرة. وتحتدم الأمور حين يأتي ماكسيميليان إلى القرية، ويرى رقص بونيي ويقع في حبها. وبمساعدة مساعده يلتقي بها في شقة في دلهي، ويقيمان علاقة. وتنفجر الفضيحة حين تصبح بونيي حاملاً ويجبر ماكس على العودة. وتحضر الطفلة إنديا إلى إنجلترا بمساعدة زوجة ماكسيميليان.
وشاليمار الواقع في حب بونيي حتى أعماقه، لا يستطيع تحمل الخيانة. ويكرس باقي حياته للانتقام من الناس الذي تسببوا في تعاسته. ومن أجل تحقيق هذا الهدف يلتحق بمنظمات جهادية ويصبح قاتلاً مشهوراً.
أما ماكسيمليان وهو ابنة لعائلة من يهود الإشكناز ونشأ في فرنسا. ويتبع موت والديه في أحد معسكرات النازية، ويصبح بطلاً للمقاومة الفرنسية. وتعلب قصة مفبركة عن شركة سيارات بوغاتي دوراً في الهرب من النازيين. وبعد الحرب يتزوج أريستقراطية بريطانية وفي النهاية يصبح سفيراً للولايات المتحدة في الهند. وهذا المنصب يقوده أخيراً إلى دوره الغير محدد في علاقته بالإرهاب الأمريكي المضاد. وهذا المنصب هو أهم من منصبه كسفير لكن دوره الحقيقي يبقى غامضاً.
يتلقى شاليمار تدريباً من المجموعات المتمردة في أفغانستان والفلبين، ويغادر إلى الولايات المتحدة. ويقتل ماكس في اليوم الذي يستقيل فيه من علمه كسائق له. ويهرب شاليمار من السلطات ويعود في النهاية إلى موطن إنديا بنية قتلها.
تصور الرواية الفردوس التي كانت فيه كشمير من قبل، وكيف دمرت سياسات شبه القارة حيوات الناس في ميادين المعركة.